# はったい粉
はったい粉（はったいこ、糗粉、麨粉）は、オオムギの玄穀を焙煎した上で挽いた粉。ハダカムギを原料とするものもある。麦焦がし（むぎこがし）、煎り麦（いりむぎ）、香煎（こうせん）、おちらし粉とも呼ばれる。大豆から作られる「きな粉」と混同されやすいが、色は灰褐色である。夏の季語。

## 概要
焙煎してあることにより、消化しやすく、素材の甘みがあり香ばしさがある。保存性がありながら、いつでも食べられる簡便食、携行食として重宝されている。徳川家康の好物であったとされる。昭和40年代（地方によっては50年代）まで、子供のおやつとして人気があった。食べ方としては砂糖を混ぜた上で、白湯か麦茶で練り上げる方法が一般的であった。チベットでは類似のものをツァンパと呼び、バター茶で練り上げたものを主食としている。

## 名称
方言名として、煎り粉（いりこ）、御粉（おこ）、散らし（ちらし）、香ばし（こばし）、香粉（こうこ、こんこ、ここ）、はね粉（はねこ）、麦粉（むぎこ）、香しん（こうしん）、いんにゅみー（鹿児島県喜界島）、ゆーぬく（沖縄本島）などがある。

## 利用
砂糖を混ぜて白湯で粘土状に練り、焼いた練り菓子「はったい」として食べる。茶で練って食べたり、粥や茶粥などに混ぜ入れて風味や栄養を加える方法もある。
落雁（らくがん）などの和菓子の原料として用いられる。
ホットケーキやクッキー類に混ぜてもよい。鹿児島県奄美群島では、黒糖と餅粉を加えて練った生地を鉄板で焼き、それを二つ折りにしたものは舟焼きと呼ばれる。筒状に丸めたものはやちむっちー（焼き餅）などと呼んでいる。
きな粉牛乳のように、牛乳に加えて飲む人もいる。
食用以外の利用法として、時代劇の撮影の際、着物や体に振りかけることで、土やほこりなどの汚れが付着したことを表現するために用いられることもある。